# Kurt Lewin
Kurt Zadek Lewin, född 9 september 1890, död 12 februari 1947, var en tysk-amerikansk psykolog, en av de moderna pionjärerna inom socialpsykologi samt organisatorisk och tillämpad psykologi.
Lewin var från 1926 professor vid universitetet i Berlin, och från 1933 i USA. Han utgick från gestaltpsykologin, men kom efter hand att utforma sin egen besläktade inriktning, den så kallade fältteorin. Lewin kom med viktiga bidrag till förståelsen av bland annat motivation samt känslolivets och personlighetens psykologi. För socialpsykologin har han betytt särskilt mycket – han betraktas som grundaren av den moderna experimentella socialpsykologin, bland annat genom sina studier av gruppdynamik. Han var också en föregångsman för praktisk tillämpning av psykologiska principer, till exempel i arbetslivet.
Bland Lewins verk kan nämnas A Dynamic Theory of Personality (1935) och Principles of Topological Psychology (1936).
Lewin skapade metoden processmodell att använda inom förändringar av organisationer.